# M.J. Grønbech & Sønner
M.J. Grønbech & Sønner Holding A/S er et dansk holdingselskab med international virksomhed indenfor byggematerialer & byggeri, handel, fast ejendom og forskellige serviceydelser. De væsentligste datterselskaber inkluderer: Bevola, der har produkter til lastbiler og trailere; Grønbech & Sønner, der handler med byggematerialer og udbyder byggeservices; asfaltvirksomheden Pankas; og ejendomsselskabet M.J. Grønbech Ejendomme. Holdingselskabet har over 1.000 ansatte med hovedkvarter i København. Deres årsomsætning var i 2023 på 2,362 mia. danske kroner. Holdingselskabet blev etableret i 2022, mens historien går tilbage til grundlægger Michael Johan Grønbech i 1828. I 1859 indførtes navnet Grønbech & Sønner.